# Abundyzm
Abundyzm – forma melanizmu, nazywana też pseudomelanizmem, polegająca na powstawaniu nowych, czarnych lub ciemnych elementów desenia w ubarwieniu zwierząt. Jest efektem wzrostu ciemnej pigmentacji w powłoce ciała. Przy znacznym zaciemnieniu jaśniejszych deseni ubarwienie zwierzęcia daje wrażenie melanistycznego, stąd nazwa pseudomelanizm.